# Inezita Barroso
Ignez Magdalena Aranha de Lima (4 de marzo de 1925 - 8 de marzo de 2015) conocida con el nombre de Inezita Barroso, fue una cantante, actriz, bibliotecaria, profesora y presentadora brasileña.
Estudió canto de estilo serteaneja. Además de cantante, fue instrumentista, arreglista, profesora y folclorista.
Realizó estudios de Bilbliotecología en la Universidad de San Pablo. Fue presentadora del programa "Guitarra, Mi Guitarra" ("Viola, Minha Viola") durante 35 años.
Recibió el Prêmio Saci en 1953 y en 1955.
Contrajo matrimonio con Adolfo Cabral Barroso. Fue madre de Marta Barroso.
Falleció el 8 de marzo de 2015 a los 90 años.

## Filmografía
- 1951, Ángela.
- 1953, La grieta
- 1953, Destino in Trouble
- 1954, Mujeres de Verdad
- 1955, Carnaval en La Mayor
- 1956, El precio de la victoria
- 1970, Se trata de San Pablo
- 1978, Violento deseo

## Discografía
- Hoy Recordando
- Raíces Sertanejas